# Earl of Carysfort

Wappen der Earls of Carysfort

Earl of Carysfort war ein erblicher britischer Adelstitel in der Peerage of Ireland.
Familiensitz der Earls war Elton Hall in Huntingdonshire.

## Verleihung und nachgeordnete Titel
Der Titel wurde am 18. August 1789 für den Politiker und Diplomaten John Proby, 2. Baron Carysfort, geschaffen. Der Titel war nach dem irischen Borough Carysfort (heute: Macreddin) im County Wicklow benannt, in dem der Earl wesentliche Ländereien besaß und das er als pocket borough politisch dominierte.
Er hatte bereits 1772 von seinem Vater den fortan nachgeordneten Titel Baron Carysfort, of Carysfort in the County of Wicklow, geerbt, der diesem am 23. Januar 1781 in der Peerage of Ireland verliehen worden war. Am 21. Januar 1801 wurde er zudem in der Peerage of the United Kingdom zum Baron Carysfort, of the Hundred of Norman Cross in the County of Huntingdon erhoben und erhielt dadurch nach Auflösung des irischen House of Lords durch den Act of Union 1800 einen erblichen Sitz im britischen House of Lords. Der Heir apparent des jeweiligen Earls führte gewöhnlich den erfundenen Höflichkeitstitel Lord Proby.
Alle drei Titel erloschen, als sein Enkel, der 5. Earl, am 4. September 1909 kinderlos starb.

## Liste der Barone Carysfort und Earls of Carysfort

### Barone Carysfort (1752)
- John Proby, 1. Baron Carysfort (1720–1772)
- John Proby, 2. Baron Carysfort (1751–1828) (1789 zum Earl of Carysfort erhoben)

### Earls of Carysfort (1789)
- John Proby, 1. Earl of Carysfort (1751–1828)
- John Proby, 2. Earl of Carysfort (1780–1855)
- Granville Proby, 3. Earl of Carysfort (1782–1868)
- Granville Proby, 4. Earl of Carysfort (1824–1872)
- William Proby, 5. Earl of Carysfort (1836–1909)